# Łącznik (gramatyka)
Łącznik (kopula, czasownik łącznikowy, czasownik łączący) – czasownik w orzeczeniu imiennym (po łączniku musi zawsze występować orzecznik), będący w związku zgody z podmiotem.
Przykłady łączników: być, zostać, stać się, wydawać się (w znaczeniu: „sprawiać wrażenie”), stanowić (w znaczeniu: „być”), wyglądać (w znaczeniu: „mieć wygląd”), brzmieć (w znaczeniu: „wydawać się”).